# Machias (Maine)
Machias es un pueblo ubicado en el condado de Washington en el estado estadounidense de Maine. En el Censo de 2010 tenía una población de 2.221 habitantes y una densidad poblacional de 57,94 personas por km².

## Geografía
Machias se encuentra ubicado en las coordenadas 44°41′47″N 67°26′40″O / 44.69639, -67.44444. Según la Oficina del Censo de los Estados Unidos, Machias tiene una superficie total de 38.33 km², de la cual 35.93 km² corresponden a tierra firme y (6.26%) 2.4 km² es agua.

## Demografía
Según el censo de 2010, había 2.221 personas residiendo en Machias. La densidad de población era de 57,94 hab./km². De los 2.221 habitantes, Machias estaba compuesto por el 94.69% blancos, el 0.86% eran afroamericanos, el 0.99% eran amerindios, el 1.17% eran asiáticos, el 0% eran isleños del Pacífico, el 0.23% eran de otras razas y el 2.07% pertenecían a dos o más razas. Del total de la población el 1.58% eran hispanos o latinos de cualquier raza.